# Károly Gelei
Károly Gelei (ur. 7 grudnia 1964 w Budapeszcie) – węgierski piłkarz grający na pozycji bramkarza, reprezentant Węgier, trener piłkarski.

## Kariera
Seniorską karierę rozpoczynał w 1984 roku w Csepel SC. Do roku 1986 rozegrał w barwach tego zespołu 59 meczów w NB I. Następnie przeszedł do Honvédu Budapeszt, gdzie nie był jednak zawodnikiem podstawowego składu i w 1988 roku został zawodnikiem Váci Izzó MTE. Dwa lata później zmienił klub na belgijski Royal Antwerp FC, gdzie występował do 1993 roku. Ponadto w 1990 roku zagrał w reprezentacji Węgier w wygranym 3:0 towarzyskim meczu ze Zjednoczonymi Emiratami Arabskimi. W sezonie 1993/1994 grał w drugoligowym K Boom FC, po czym wrócił na Węgry. W sezonie 1994/1995 grał w Pécsi Munkás SC, a następnie – w Szolnoki MÁV FC, z którym wywalczył awans do NB II. W latach 1998–2002 był piłkarzem FC Tatabánya. W 2002 roku zakończył karierę.
W latach 2005–2008 był trenerem Budafoki LC. W 2015 roku rozpoczął pracę jako trener bramkarzy BKV Előre SC.

## Statystyki ligowe
| Sezon     | Klub                | Liga          | Mecze | Gole |
| --------- | ------------------- | ------------- | ----- | ---- |
| 1984/1985 | Csepel SC           | NB I          | 29    | 0    |
| 1985/1986 | Csepel SC           | NB I          | 30    | 0    |
| 1986/1987 | Budapesti Honvéd SE | NB I          | 4     | 0    |
| 1987/1988 | Budapesti Honvéd SE | NB I          | 0     | 0    |
| 1988/1989 | Váci Izzó MTE       | NB I          | 30    | 0    |
| 1989/1990 | Váci Izzó MTE       | NB I          | 13    | 0    |
| 1990/1991 | Royal Antwerp FC    | Eerste klasse | 3     | 0    |
| 1991/1992 | Royal Antwerp FC    | Eerste klasse | 0     | 0    |
| 1992/1993 | Royal Antwerp FC    | Eerste klasse | 0     | 0    |
| 1993/1994 | K Boom FC           | Tweede klasse | 27    | 0    |
| 1994/1995 | Pécsi Munkás SC     | NB I          | 25    | 0    |
| 1995/1996 | Szolnoki MÁV FC     | NB III        | 15    | 0    |
| 1996/1997 | Szolnoki MÁV FC     | NB II         | 28    | 0    |
| 1997/1998 | Szolnoki MÁV FC     | NB II         | 35    | 0    |
| 1998/1999 | FC Tatabánya        | NB II         | 29    | 0    |
| 1999/2000 | FC Tatabánya        | NB II         | 28    | 0    |
| 2000/2001 | FC Tatabánya        | NB I          | 27    | 0    |
| 2001/2002 | FC Tatabánya        | NB II         | 1     | 0    |